# 潜在顧客
潜在顧客 (英: Lead)、またはリードは、マーケティング用語で、通常、個人の連絡先情報であり、場合によっては個人情報ではなく、特定の製品またはサービスに関心がありそうな人口統計情報のことも指す。
似たような意味の単語として見込み客、見込み顧客がある。潜在顧客と見込み客はしばしば同じ意味として用いられ、どちらにも "リード" という単語をあてはめるが、厳密に言うと潜在顧客は、自社の商品やサービスのことを知らない、必要性を感じていない段階の顧客であるのに対し、見込み客は、自社の商品やサービスに関心があり、いずれ購入の可能性がある段階の顧客のことである。つまりAIDMA (アイドマ) における段階が異なるといえる。見込み客にはプロスペクト(prospect)という英語が当てられることもあり、リードの段階では一方向のコミュニケーション、プロスペクトは双方向のコミュニケーションになるという違いがある。

## リード生成
リード生成 (Lead generation)は、製品やサービスへの消費者の関心を惹きつけること、もしくはインバウンドで問い合わせを得られるようにすることを指す。
リードは、インターネットを介したデジタル広告、個人的な紹介、テレマーケティング業者による電話、デジタル以外の一般的な広告、イベントなど、さまざまな発生源がある。 2015年の調査によると、回答者の89％が、リードを生成するために最もよく使用されるチャネルとして電子メールを挙げ、次にコンテンツマーケティング、検索エンジン、そして最後にイベントを挙げている。 2014年の調査によると、リードの発掘に最も人気のある3つのオンラインチャネルは、ダイレクトトラフィック、検索エンジン、ウェブでの紹介であり、リードの93％を占めている。 
多くの場合、生成されたリードはCRMツールにおけるリード管理の手法で取り扱われ、購入ファネルで定義される施策に移される。これはパイプラインマーケティングと呼ばれている。

## リードの品質認定
多くの場合、生成されたリードは、購入意向や購入時期、予算等の情報を元に品質認定を受け、今後のフォローアップ方法を決定する。
マーケティング認定リード (Marketing Qualified Leads, MQL)は、通常、ウェブ検索やコンテンツマーケティングなどのマーケティング手法で生成されたリードのうち、アンケートなどで特定の条件を満たしており購入意欲が高いとみなされているリードである。マーケティング部門により認定される。MQLにはまだ営業部門からは連絡していない。
セールス認定リード (Sales Qualified Leads, SQL)は、営業担当者、多くの場合セールス開発担当者（SDR）によってスクリーニングされたリードである。品質認定の基準には、ニーズがあるか、予算があるか、購入時期、関心があるか、または購入権限があるか、などがある。
リードは通常、フォローアップのために個人に割り当てられる。 個人（営業担当者など）がレビューを行い、潜在的なビジネスがあると認定すると、リードはCRMツール上でビジネス商談に変換される。その後、取引が成立するまでに、商談は複数のセールスステージを経ることになる。

## リードの育成
リード育成 (Lead nurturing) またはリードナーチャリングとは、潜在顧客や見込み客に継続的に連絡を取り、情報を更新し、購入プロセス全体を通じて顧客の知識を向上させるプロセスである。すべてのリード情報は、時間が経つにつれて陳腐化する恐れがある。情報を最新の状態に保つために、リード管理者はリードの連絡先に継続的に連絡して情報を更新する必要がある。より多くの情報を収集するため、リードの品質認定基準を元にセグメントにグループ化されて管理されることがある。 
リード育成プロセスは、リードを育成するためにマーケティング部門が行う一連の行動である。